# Arthur T. Vanderbilt
Arthur T. Vanderbilt (7 de julio de 1888 — 16 de junio de 1957) fue presidente del Tribunal Supremo de Nueva Jersey durante un periodo de nueve años, que se extiende desde 1948 a 1957. También ejerció como abogado y profesor de Derecho.
- Datos: Q4800424